# Pim van de Meent
Gerard (Pim) van de Meent (La Haya, 20 de noviembre de 1937-Ámsterdam, 13 de octubre de 2022) fue un futbolista y entrenador de fútbol neerlandés que jugaba en la posición de defensa.

## Carrera

### Jugador
| Periodo   | Club       |
| --------- | ---------- |
| 1958–1959 | SHS        |
| 1961–1962 | DOS        |
| 1962–1963 | VUC        |
| 1963–1965 | NEC Nimega |

### Entrenador
| Periodo   | Club           |
| --------- | -------------- |
| 1965–1966 | DWV            |
| 1966–1969 | SV Huizen      |
| 1969–1970 | PEC Zwolle     |
| 1970–1972 | DWS Amsterdam  |
| 1972–1978 | FC Amsterdam   |
| 1978–1980 | De Graafschap  |
| 1981–1985 | NEC Nimega     |
| 1985–1986 | MVV Maastricht |
| 1986–1988 | FC Den Haag    |
| 1988-1989 | AFC            |
| 1991-1992 | HVV Hollandia  |
| 1993-1994 | AFC            |

## Tras el retiro
Fue gerente interino, director de la academia y director técnico del AFC.

## Muerte
Van de Meent murió el 13 de octubre de 2022 a los 84 años. Le sobreviven su esposa Netty y sus tres hijos.